# Borgo Storico Pantano

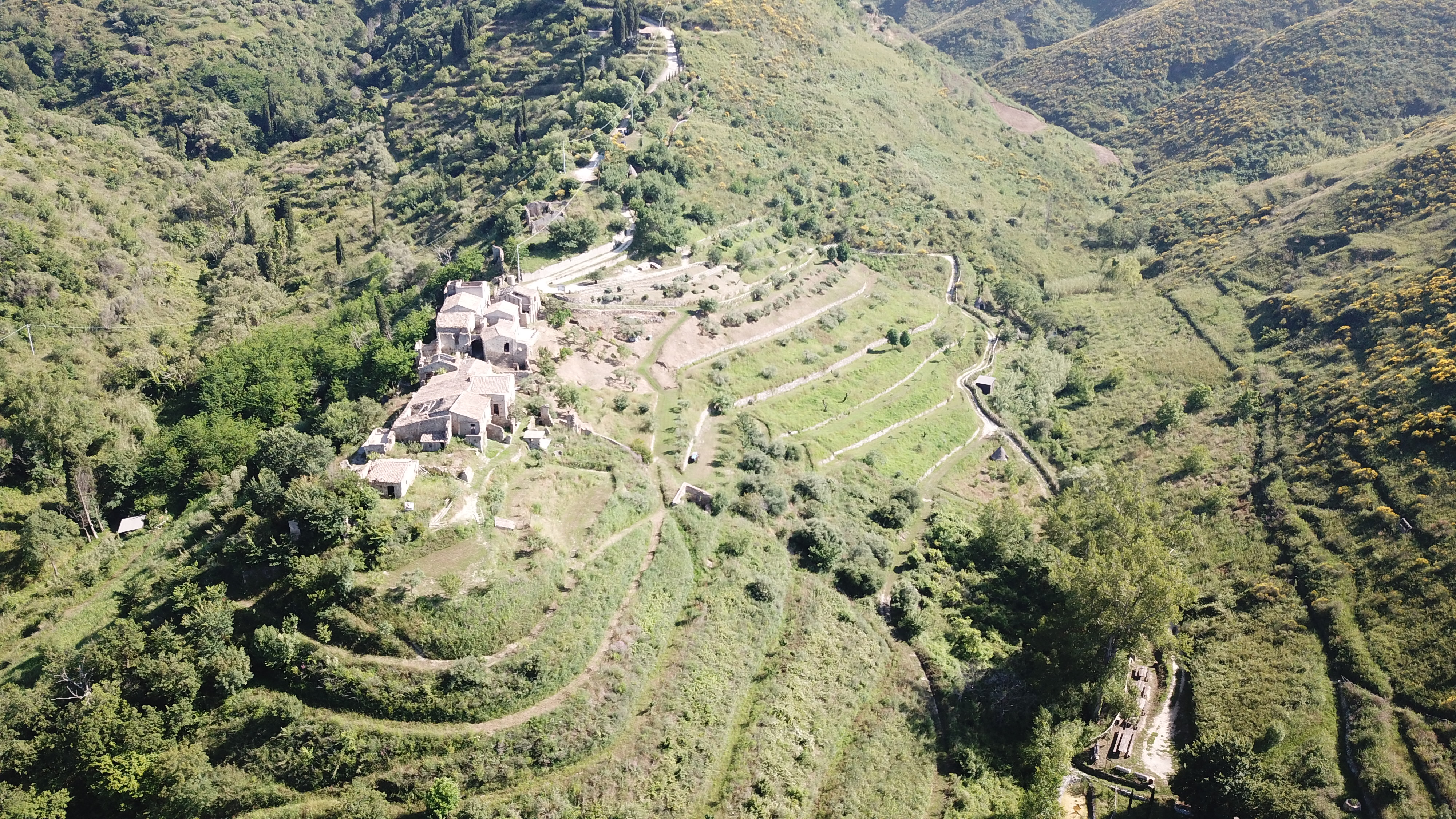

Pantano è un borgo storico che appartiene al comune di Rometta. 
Fu abitato fino al secondo dopoguerra, quando ebbe inizio un processo di spopolamento che si esaurì intorno agli anni Sessanta. 
Sorge in una zona collinare, abbarbicato su un crinale, ricade nel corridoio ecologico dei Monti Peloritani.
Dal 2009 è iscritto nel REIS, il registro delle eredità immateriali della Regione Siciliana, nel libro dei "Mestieri, dei Saperi e delle Tecniche".
È raggiungibile dall’autostrada Messina-Palermo, uscita Rometta, proseguendo per circa 5 km, lungo la strada provinciale 54, direzione Rometta Monti, fino al villaggio Rapano, dove, svoltando a destra a 500 metri, si raggiunge il borgo.

## Storia
Tra le testimonianze storiche più antiche si ha notizia di un documento notarile che sanciva la cessione di un fondo da parte delle Suore Latine della Diocesi di Messina a un abitante di Rapano-Pantani, Antonio Calabro, contro un canone di tre tarì d’oro: il terreno si trovava "in confinibus fumarie dicte Ramette".
Le suore basiliane di S. Maria de Messana, infatti, si erano insediate nel feudo di "Pantani", di proprietà del nobile Giovanni di Manna, già dal 1296, ma dopo appena otto anni dovettero abbandonare il sito, a causa dei troppi pericoli a cui erano soggette, sole e isolate, e le preghiere non sempre riuscivano a difenderle dai malintenzionati che popolavano il circondario.
La peste nera del 1347 colpì la città di Messina a bordo di navi genovesi, provenienti dalle lontane steppe dell’Asia centrale. Iniziò così l’esodo a "Pantani", nel comune di "Rometta" che, all’epoca, era il protettorato di Messina, dove i notabili più importanti della città avevano dimora e spesso interessi.
Questa comunità di origine ebraico-spagnola proveniente originariamente dalla città di Pisa, era già presente nella città dello stretto dove già dall’anno 1000 esercitava il commercio e possedeva banchi di pegno.
I medici dell'epoca ignorano la vera causa dell'epidemia, ritenendo che il morbo dipendesse dalla corruzione dell'aria, dai miasmi diffusi dai venti o dalle congiunzioni astrali.
Gli unici rimedi che la medicina del tempo suggeriva erano la fuga dai luoghi colpiti dalla peste e sovraffollati e il ricorso ai salassi.
A "Pantani" le condizioni terapeutiche necessarie erano presenti: l’aria salubre e la vasca necessaria alla terapia dei salassi, con l'applicazione delle sanguisughe.
In questo luogo appartato si stabilì definitivamente una comunità ebraica, praticando la medicina spagirica, in un intreccio tra alchimia ed erboristeria, successivamente anche in collaborazione con la famosa farmacia storica di Roccavaldina. Il XVII secolo, vide la cessione di Rapano e Pantano al Comune di Rometta da parte degli eredi di Niccolò Castagna, viceré di Sicilia dal 1405 al 1422, in cambio di un pagamento di quindicimila scudi.
In precedenza infatti Pantano, insieme a Rapano, era stato feudo del Conte di Bauso, successore di Castagna. Rapano e Pantano venivano considerati un tutt'uno, visto che Pantano si trovava a fondo valle e i rapporti tra i due villaggi erano strettissimi. Infatti il feudo di Rapano confinava con il fiume di Saponara, con il vallone di Molinazzo e con il feudo di S. Martino.

## Origini del nome
L’etimologia originaria del nome Pantano parte dalle assonanze delle parole, dalla stratificazione linguistica, dalla conoscenza storica e geografica e dalle antiche memorie orali del territorio. 
Il toponimo, secondo tali ricostruzioni, afferma, che il nome originario era "Pantaclo"  (stella a cinque punte inserita in un cerchio). 
Nell'antichità il "5" era ampiamente utilizzato come simbolo sacro, rappresentazione del microcosmo e del macrocosmo, la combinazione cioè in un unico segno di tutta la creazione del cosmo. Le cinque punte del pentagramma simboleggiavano i cinque elementi metafisici dell'acqua, dell'aria, del fuoco, della terra e dello spirito.
La sintesi delle forze divine dell'universo.

## Aspetti geologici
Il Borgo, si trova all'interno di una struttura geologico-geodinamica complessa, conosciuta in letteratura scientifica come "Arco Calabro Peloritano".
La peculiarità geologica di tale area è l’essere costituita da rocce molto antiche, dell’età geologica di oltre trecento milioni di anni, provenienti dal bordo continentale europeo. 
Le caratteristiche di tali rocce sono nettamente in contrapposizione con il resto della Sicilia e dell'Italia peninsulare, che è costituita da rocce molto più recenti (non più di sessantacinque milioni di anni) appartenenti al margine continentale Africano.

## Aspetti alchemici
Il borgo, presenta un’antica e peculiare stratificazione.
La memoria storica degli ultimi abitanti, non ha aiutato nella ricostruzione del passato, ma alcuni indizi hanno sollevato degli interrogativi sorprendenti. 
È verosimile che, per un istinto di conservazione, certi segmenti della storia del territorio siano stati volutamente cancellati. Esso è circondato da un alone di mistero.
Appartato ed evocativo, mantiene intatta l’austera essenzialità, come gli antichi monasteri, dove il tempo si è fermato. 
La cura dell’acqua, l’adozione di sofisticate tecniche edilizie, i sistemi di captazione e raccolta delle acque pluviali, la coltivazione di piante officinali e di alberi identificativi della comunità giudaica fanno comprendere il motivo per cui si sia gradualmente perduta la memoria e le ragioni per le quali siano stati celati saperi, spesso stigmatizzati come eretici, che muovevano l’economia fiorente del luogo. 
Così il borgo, dopo l’inquisizione, si trasformò in maniera graduale in un sito rurale, dedito principalmente all'agricoltura. 

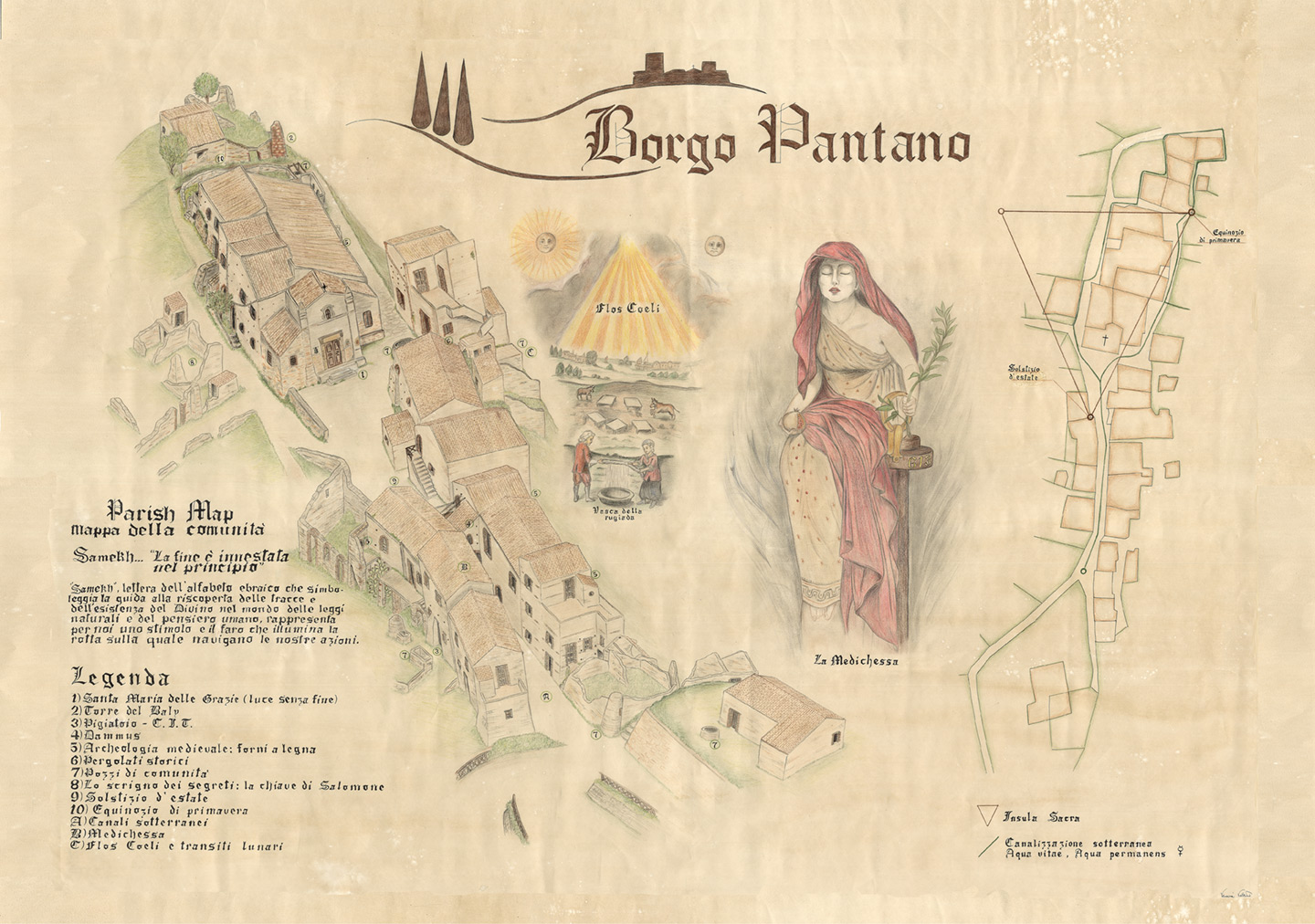

Molti  "marrani", però mantennero le loro tradizioni ancestrali, professandosi pubblicamente cattolici, ma restando in privato fedeli all'ebraismo. 
Come tali, hanno lasciato le tracce della loro presenza, attraverso richiami esoterici ed alchemici, che si rifanno alla "kabbalah", scuola di pensiero filosofico e teosofico ebraica.
I richiami, presenti nel vecchio Convento, nella Chiesa e in altri luoghi sparsi, apparentemente celati o privi di significato, pare costituiscano una mappa, facendo intuire un sistema interpretativo e di codifica che si rifà ai testi di "gematria", "notarikon" e "temurah".

## Monumenti e luoghi di interesse

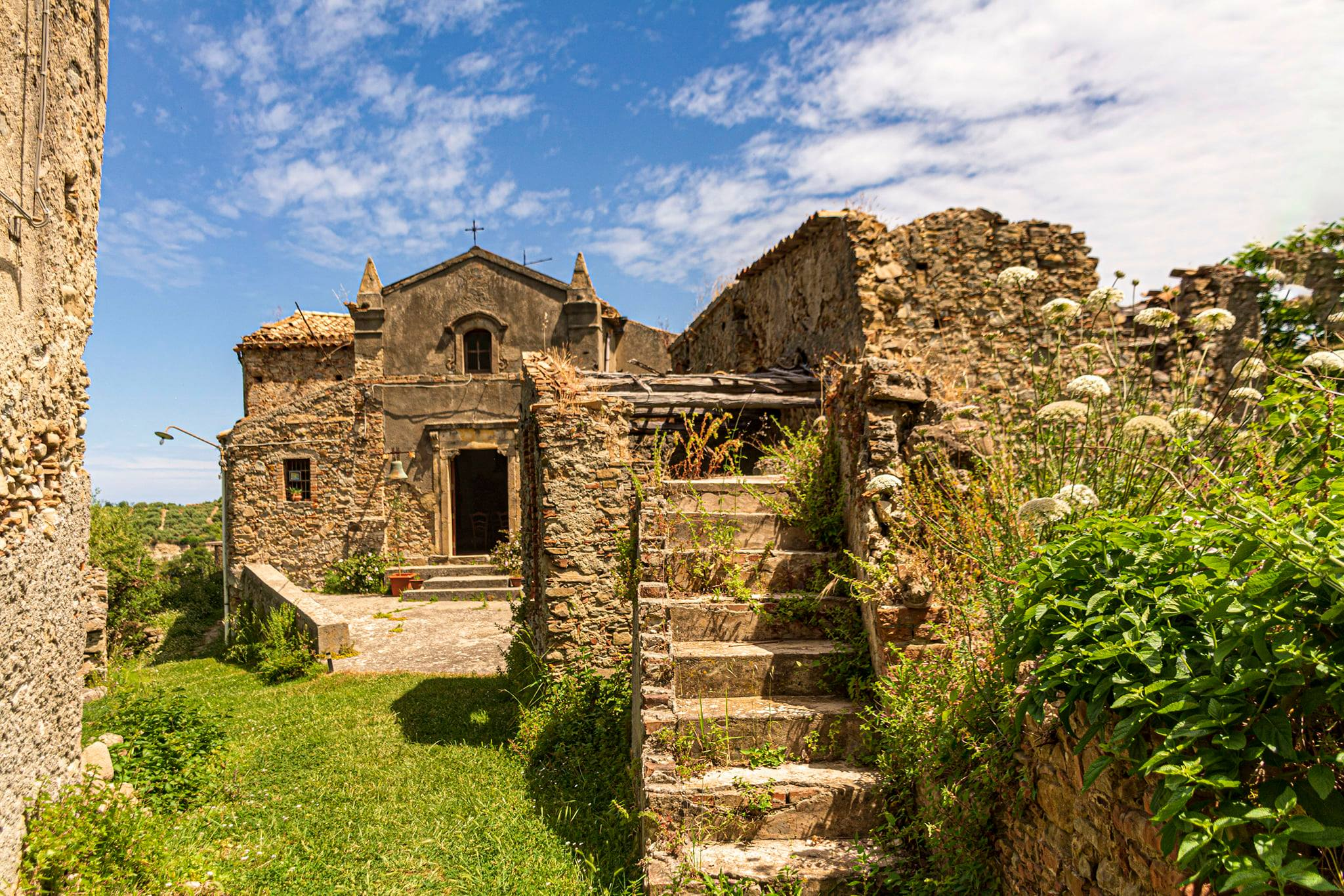

### Chiesa di Santa Maria delle Grazie
Risalente al XV secolo, è il luogo sacro più antico del circondario. All’interno, una statua, di origine sconosciuta raffigura la Madonna che allatta in maniera esplicita il Bambino Gesù. Un quadro della fine del’ 600, trafugato e ora sostituito per la sua importanza iconografica da una copia. Infine l’altare e le colonne di particolare pregio in pietra locale. Questo comunque rimane un luogo ricco di misteri, più o meno celati, nelle varie rappresentazioni esoteriche, probabilmente derivate dalle origini di luogo di culto della comunità ebraica.

### Convento di Suore Latine Basiliane di S. Maria de Messana
Risale al 1296. In buona parte restaurato, conserva al suo interno alcune pietre, nell’antichità presenti nei luoghi religiosi, che non venivano scelti a caso. Presumibilmente rappresentano la sintesi di polarità contrapposte. Il luogo è circondato da un "Ortus salutaris" o "dei semplici" dove crescevano spontanee varietà vegetali con virtù medicamentose ed erbe medicinali che "l’infirmarius", cioè una religiosa timorata di Dio, si occupava di trasformare in unguenti, pozioni, decotti ed impiastri. 
Accanto all’ orto, i resti di un "armaria pigmentariorum", primordiale farmacia monastica e subito dopo uno "xenodochio", per l’ospitalità e la cura dei pellegrini.

### Torre del Baly
Risalente al XI secolo, istituita dal "dayan kelaly", giudice delle comunità ebraiche di Sicilia, con il compito di controllo diretto sulle attività economiche e giuridiche delle comunità ebraiche, oltre che un interlocutore unico sui territori di pertinenza.

### Antico Palmento

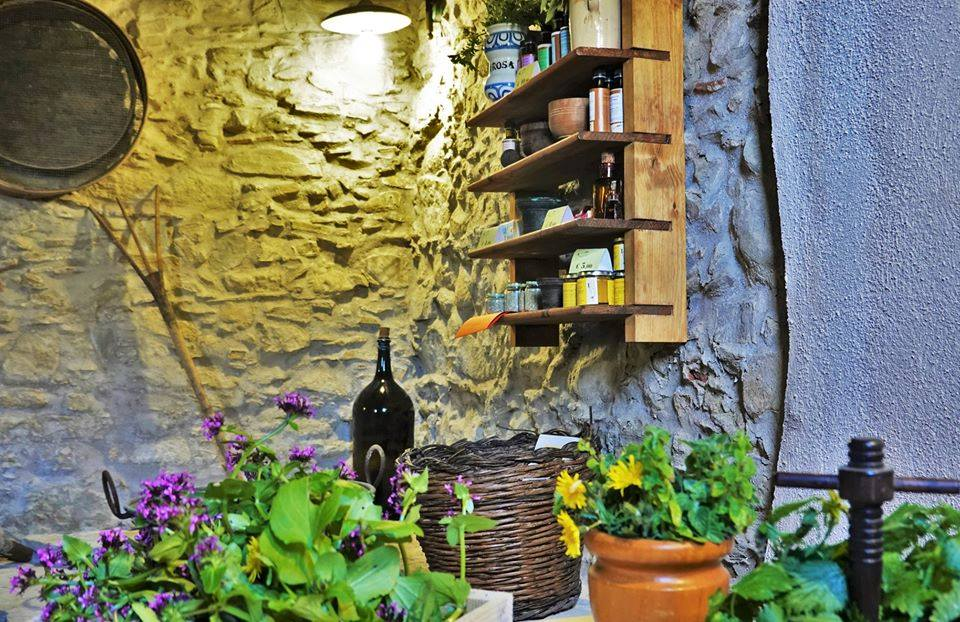

Filologicamente restaurato, risale al XIV secolo. Una architettura rurale utilizzata per il lavoro di pigiatura dell’uva. Il lavoro di pestaggio avveniva nella vasca, dove l’uva era raccolta e quindi pigiata da donne e bambini e diventava occasione di festa e socializzazione. Attualmente il palmento è adibito a "Spezieria" bottega-laboratorio, dove sulla scorta delle antiche radici conventuali del luogo, si preparano e si vendono medicamenti a base di erbe medicinali.

### Centro di Interpretazione del Territorio (CIT)

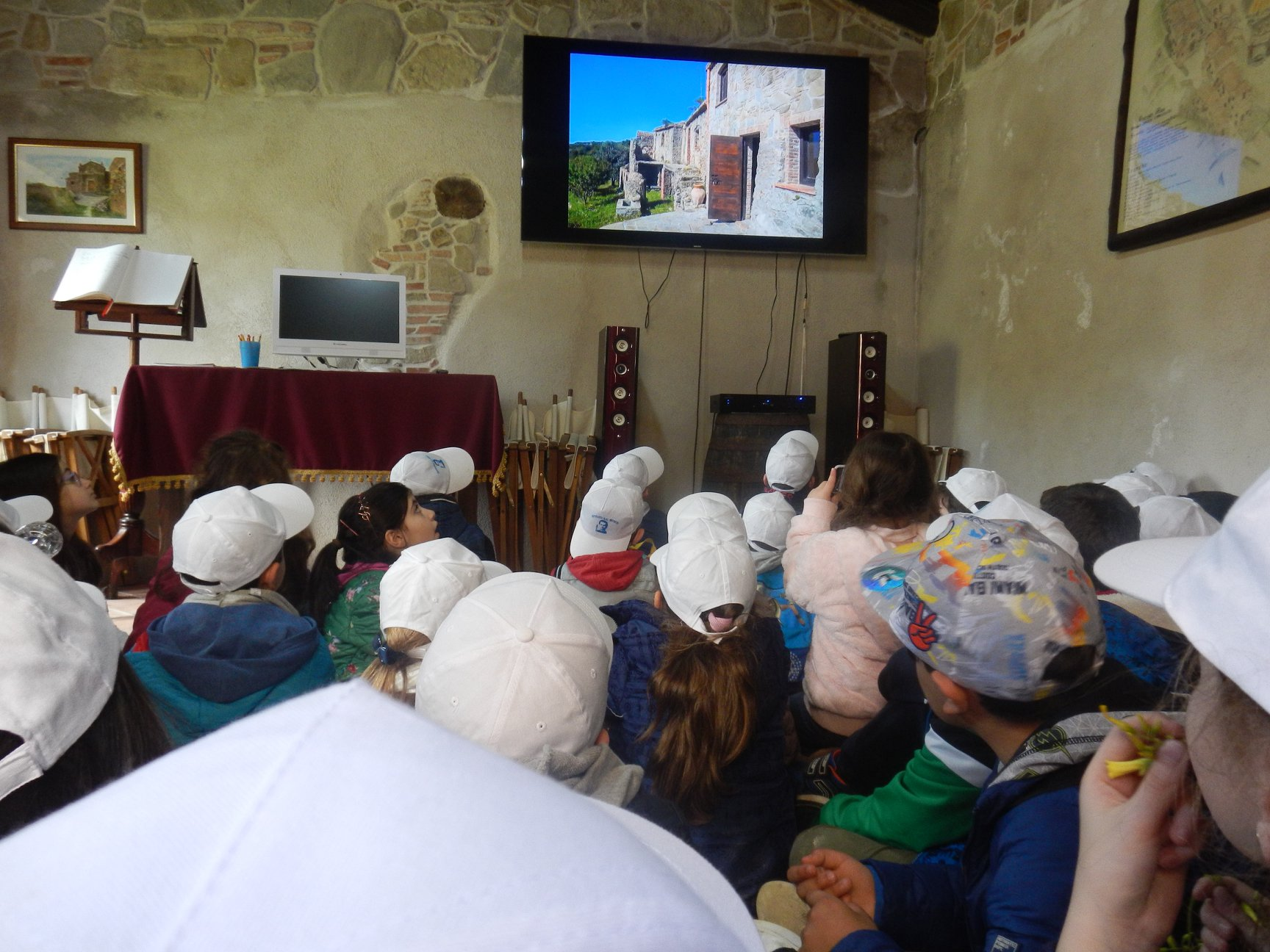

Un’area museo-espositiva, ricavata in un fabbricato restaurato del XIV secolo, dedicata alle radici e alle testimonianze del territorio per valorizzare il patrimonio storico-culturale e naturale. Utilizzato anche come sala didattica e conferenze, dotata di tutti i mezzi digitali evoluti, dove interpretare il passato e progettare il futuro attraverso una specifica chiave di lettura, la "Parish Map",  la mappa di comunità che racconta il patrimonio, i paesaggi, i saperi e le memorie.

### Luoghi di Interesse Naturalistico

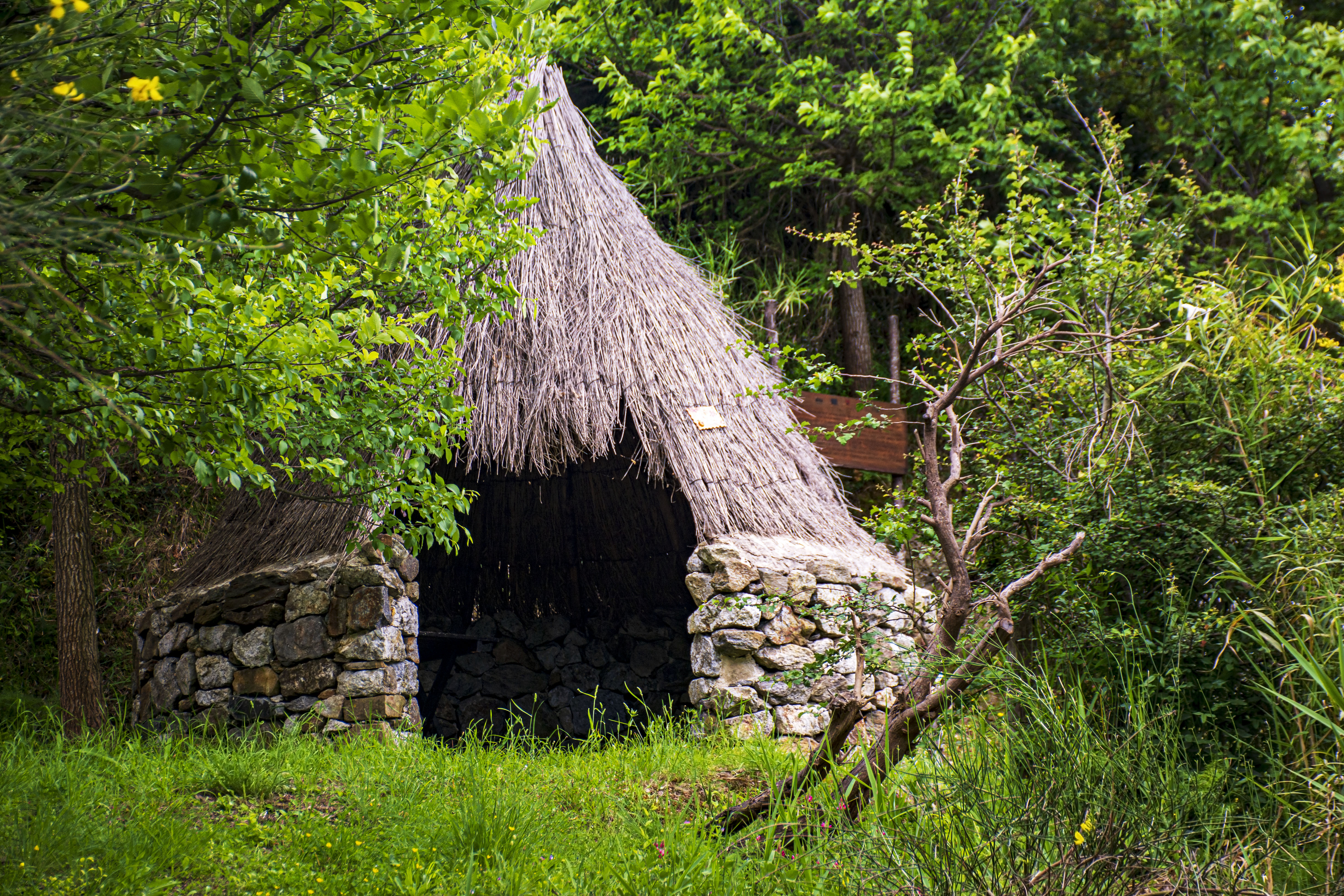

L’abitato è circondato da un grande giardino botanico, ricco di peculiarità naturalistiche e paesaggistiche di pregio e di una propria biodiversità naturale, rilevata da un’analisi naturalistica, condotta in collaborazione con la Facoltà di Scienze Naturali e l’Orto Botanico dell’Università di Messina. Dal punto di vista faunistico, ricade in zona di interesse europeo, per la sua importanza rispetto alle rotte degli uccelli migratori. L’area inoltre, ricade nel "corridoio ecologico" Natura 2000 dei "Monti Peloritani" fortemente caratterizzato da un reticolo idrografico tra i più ricchi della Sicilia tirrenica. 
Il tutto circondato da un itinerario naturalistico su comodi sentieri, che hanno come sfondo le Isole Eolie, che si snoda lungo antichi muretti a secco, luoghi di osservazione per il birdwatching  "pagghiari"  (pagliai), stagni naturalistici, aree di sosta e di ristoro, scoprendo lungo il percorso una notevole varietà di piante spontanee medicinali e mangerecce che originariamente portavano avanti "l'arte maggiore dei medici e degli speziali" del luogo.

## Recupero, restauro e ridestinazione
L’importanza della rigenerazione urbana, è concepita come spinta dinamica e rigeneratrice.
Il recupero parziale già avviato, non è inteso come operazione di recupero strutturale, ma come luogo dove vengono soddisfatti i principi di uno sviluppo sostenibile; la conservazione delle risorse naturali, l'accurata interpretazione del territorio, l'autentica esperienza del passato e dei suoi intrinseci valori.
Il recupero ha riguardato nella prima fase l’aspetto ambientale, con la messa in sicurezza dell’area, attraverso un’adeguata infrastrutturazione del territorio.
Opere di ingegneria naturalistica e di regimazione delle acque e del sistema idrico,  stabilizzazione dei pendii, ricostituzione dei sistemi di terrazzamenti. Il tutto ha permesso di realizzare itinerari naturalistici e interventi per la conservazione e l’osservazione della biodiversità con il ripristino della vecchia sentieristica, la creazione di punti di approvvigionamento d'acqua e di aree attrezzate sostenibili. Una logica di intervento mirata a conservare, migliorare e favorire la funzionalità naturale e la riqualificazione delle zone umide presenti.
Nella seconda fase, quella del recupero strutturale, la filosofia è stata quella di una ricostruzione integrativa, un recupero filologico orientato a rendere facilmente distinguibili gli interventi attuali, aiutando così la comprensione dell’unitarietà del borgo, nel rispetto della integrità architettonica. La volontà è quella di restituire il borgo al suo aspetto più autentico, restaurandone e ripristinandone i singoli elementi costruttivi, consolidando e ricostituendo murature in pietra e intonaci, ma anche integrando sofisticate dotazioni impiantistiche, per renderlo rispondente alle necessità della vita contemporanea. Le tecniche edilizie adottate per la ristrutturazione, si sono avvicinate il più possibile a quelle originali dell'epoca, favorendo il recupero dell’esistente, tramite tecniche costruttive sostenibili e con materiale locale, che non cancella i segni del tempo, disegnando un quadro significativo, per la comprensione della tradizione e dell’identità locale, attraverso le stratificazioni costruttive, la conservazione della cubatura originaria, del numero e delle dimensioni delle aperture, delle partizioni interne e, ove possibile, della destinazione d’uso dei vani nell'originaria organizzazione domestica.
Per l’esecuzione dei lavori si è fatto ricorso prevalentemente a materiale di recupero e, quando non possibile, a materiale proveniente dalla stessa area geografica e possibilmente oggetto di corretta riproposizione, deducibile da diversi studi tipologici su quella parte di patrimonio architettonico giunta integra. Sono state conservate anche le tracce del vissuto delle genti, che si sono sedimentate negli intonaci e nelle stratificazioni del costruito, le quali rappresentano parte integrante, secondo la filosofia d’intervento, dell'identità di questo luogo. Nelle abitazioni in cui già si è intervenuto, è stata riportata alla luce la forma originaria, cancellando e rimuovendo le tracce della modernità degli anni quaranta e cinquanta, che in questo ambito territoriale rappresentavano la prospettiva seriale. Ovviamente sono stati concessi alcuni interventi per favorire il comfort dell’offerta ricettiva, ma senza mai denaturarne l’anima.

## Cultura

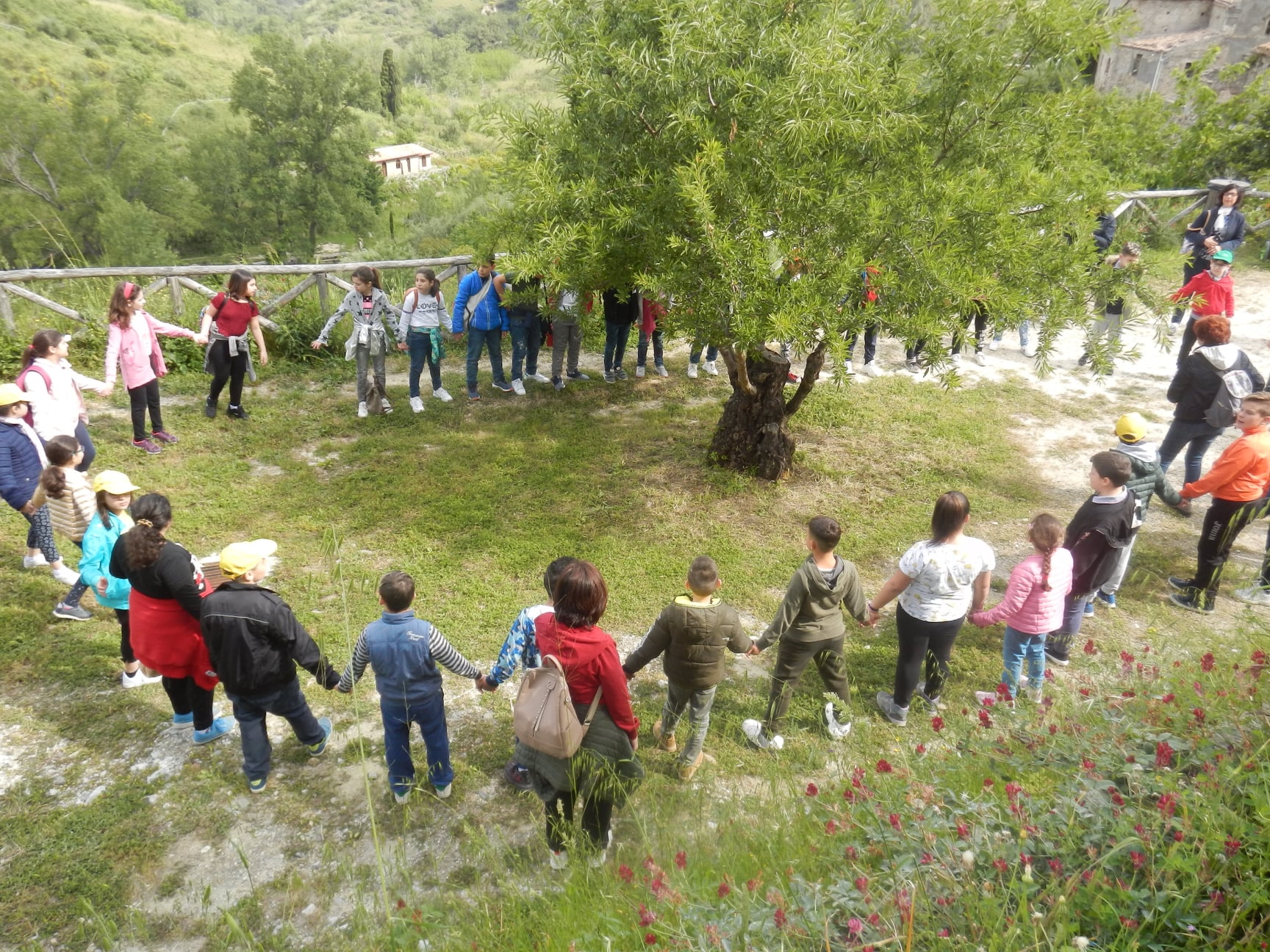

Un polo culturale in un luogo sintesi di estrema bellezza naturalistica e ricchezza di fonti storiografiche, il recupero delle memorie del territorio, l’interazione con nuovi strumenti creativi di apprendimento, hanno creato una sede ideale dove periodicamente si svolgono, eventi religiosi e culturali, laboratori esperienziali, studi scientifici, pubblicazioni accademiche, protocolli di intesa, produzioni letterarie, artistiche, teatrali e cinematografiche. Un fermento culturale al quale si affiancano le attività didattiche-esperienziali, ed escursionistiche-etnobotaniche.